# Воронежский заказник
Воронежский заказник — государственный природный заказник федерального значения в Воронежской области.

## История
Заказник был создан 11 апреля 1958 года с целью охраны и воспроизводства охотничьих видов животных, а также сохранения их среды обитания.

## Расположение
Заказник располагается на западной окраине Тамбовской низменности, на территории Рамонского и Новоусманского районов Воронежской области. Общая площадь заказника составляет 23 000 га.

## Климат
В январе средняя температура — − 9,9 °С, в июле — 19,3 °С. Среднегодовое количество осадков составляет 589 мм.

## Флора и фауна
Редкие виды растений, произрастающие на территории заказника: ковыль перистый, рябчик русский, ирис безлистный. Животный мир заказника включает такие виды, как олень, лось, косуля, речной бобр, выхухоль и др. Редкие и исчезающие виды животных, обитающие в заказнике: гадюка Никольского, скопа, змееяд, беркут, орлан-белохвост, средний дятел, обыкновенный серый сорокопут.